# Thoiré-sur-Dinan
Thoiré-sur-Dinan és un municipi francès situat al departament del Sarthe i a la regió de País del Loira. L'any 2020 tenia 406 habitants.

## Demografia

### Població
El 2007 la població de fet de Thoiré-sur-Dinan era de 420 persones. Hi havia 174 famílies de les quals 52 eren unipersonals (24 homes vivint sols i 28 dones vivint soles), 63 parelles sense fills, 51 parelles amb fills i 8 famílies monoparentals amb fills.
La població ha evolucionat segons el següent gràfic:
Habitants censats

### Habitatges
El 2007 hi havia 245 habitatges, 177 eren l'habitatge principal de la família, 52 eren segones residències i 16 estaven desocupats. Tots els 244 habitatges eren cases. Dels 177 habitatges principals, 147 estaven ocupats pels seus propietaris, 23 estaven llogats i ocupats pels llogaters i 8 estaven cedits a títol gratuït; 11 tenien dues cambres, 32 en tenien tres, 37 en tenien quatre i 96 en tenien cinc o més. 134 habitatges disposaven pel capbaix d'una plaça de pàrquing. A 71 habitatges hi havia un automòbil i a 90 n'hi havia dos o més.

### Piràmide de població
La piràmide de població per edats i sexe el 2009 era:
| Homes | Edats   | Dones |
| ----- | ------- | ----- |
| 0     | 95 o +  | 0     |
| 4     | 90 a 94 | 4     |
| 4     | 85 a 89 | 0     |
| 4     | 80 a 84 | 0     |
| 4     | 75 a 79 | 12    |
| 24    | 70 a 74 | 8     |
| 12    | 65 a 69 | 4     |
| 8     | 60 a 64 | 20    |
| 8     | 55 a 59 | 0     |
| 12    | 50 a 54 | 12    |
| 8     | 45 a 49 | 12    |
| 12    | 40 a 44 | 8     |
| 20    | 35 a 39 | 0     |
| 16    | 30 a 34 | 16    |
| 4     | 25 a 29 | 8     |
| 12    | 20 a 24 | 12    |
| 4     | 15 a 19 | 12    |
| 12    | 10 a 14 | 4     |
| 16    | 5 a 9   | 4     |
| 4     | 0 a 4   | 8     |

## Economia
El 2007 la població en edat de treballar era de 252 persones, 170 eren actives i 82 eren inactives. De les 170 persones actives 158 estaven ocupades (88 homes i 70 dones) i 13 estaven aturades (6 homes i 7 dones). De les 82 persones inactives 30 estaven jubilades, 16 estaven estudiant i 36 estaven classificades com a «altres inactius».

### Ingressos
El 2009 a Thoiré-sur-Dinan hi havia 174 unitats fiscals que integraven 403 persones, la mediana anual d'ingressos fiscals per persona era de 16.185 €.

### Activitats econòmiques
Dels 14 establiments que hi havia el 2007, 1 era d'una empresa extractiva, 1 d'una empresa de fabricació de material elèctric, 1 d'una empresa de fabricació d'altres productes industrials, 6 d'empreses de construcció, 1 d'una empresa de comerç i reparació d'automòbils, 1 d'una empresa d'hostatgeria i restauració, 1 d'una empresa immobiliària, 1 d'una empresa de serveis i 1 d'una entitat de l'administració pública.
Dels 8 establiments de servei als particulars que hi havia el 2009, 2 eren paletes, 1 guixaire pintor, 1 fusteria, 2 lampisteries, 1 restaurant i 1 agència immobiliària.
L'any 2000 a Thoiré-sur-Dinan hi havia 22 explotacions agrícoles que ocupaven un total de 486 hectàrees.

## Poblacions més properes
El següent diagrama mostra les poblacions més properes.